# Natalin (Otwock)
Natalin – część miasta Otwocka, położona w jego środkowej części. Znajduje się tu Samodzielny Publiczny Szpital.

## Historia
Natalin to dawny folwark w gminie Wiązowna. 1 października 1932 folwark Natalin Z., a także kolonię Ewin i osadę tabelową Nr. 10 wsi Jabłonna, wyłączono z gminy Wiązowna i włączono do Otwocka.